# Basma Ouatay
Basma Ouatay (sinh 27 tháng 10, 1999) là một vận động viên thể dục nhịp điệu cá nhân người Maroc tập luyện ở Pháp. Cô đại diện cho quốc gia của mình tại các cuộc thi quốc tế.
Cô thi đấu tại các giải vô địch thế giới, bao gồm cả Giải vô địch thể dục nhịp điệu thế giới 2015.